# ピーター・ポドランセック

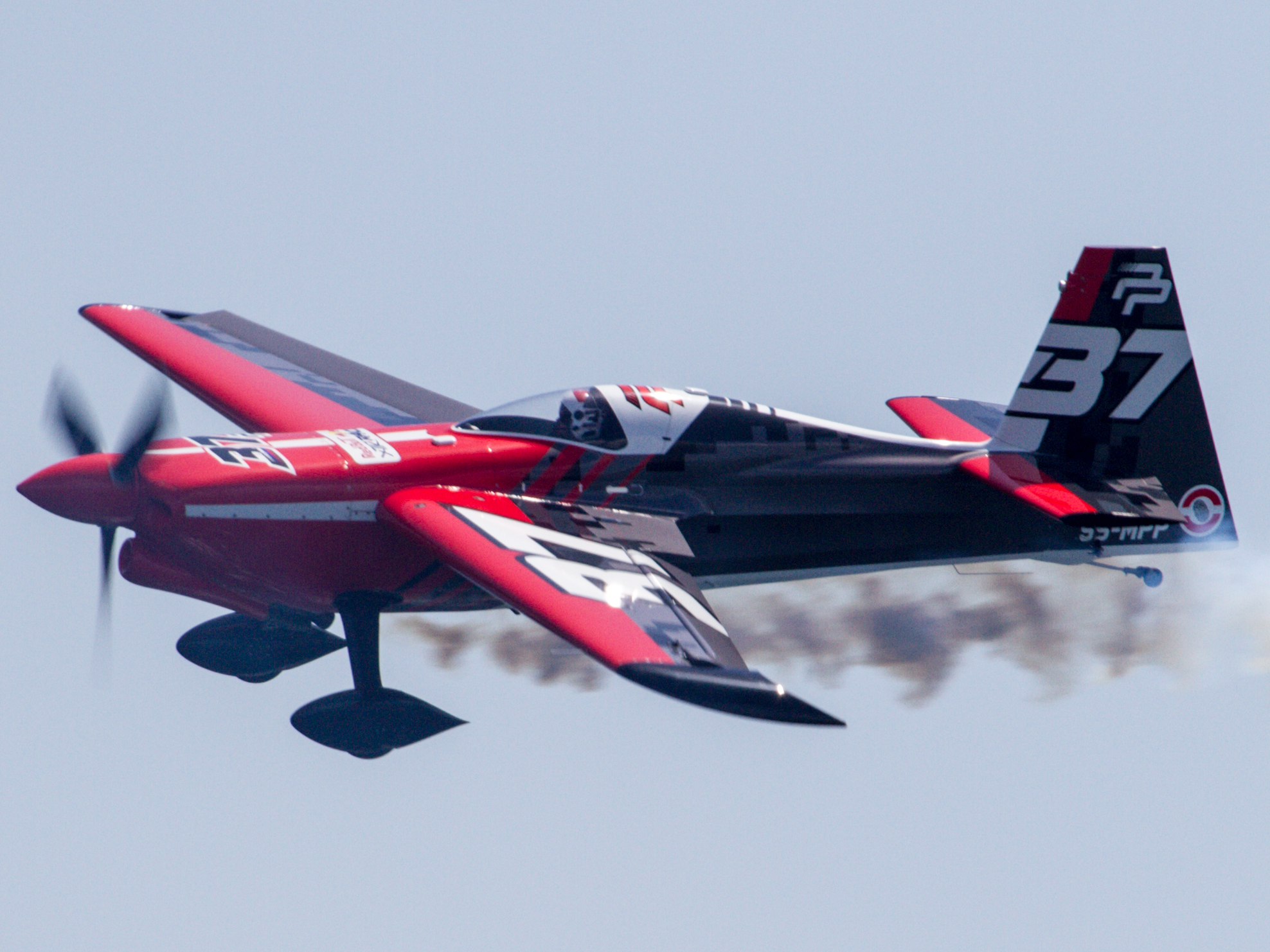
2017年レッドブル・エアレース・ワールドシリーズ 千葉 ピーター・ポドランセック（スロベニア）の機体

ピーター・ポドランセック（Peter Podlunšek, 1970年5月25日 - ）は、スロベニアの曲技飛行パイロット。スロベニアを代表するエアレーサーであり、長年にわたってトップ選手として活躍している。トルボヴリェ出身、ムルスカ・ソボタ在住。

## 経歴
1970年、スロベニア中部の町トルボヴリェに生まれる。子供の頃に飛行機を好きになり、16歳の時にグライダーのライセンスを取得。エンジン付きの飛行機に初めて乗ったのは21歳の時で、その3年後には曲技飛行を始めた。初めて出場した国内選手権で3位に入ると、以後順調にメダルを獲得していった。スロベニア選手権で8度優勝し、スロベニア代表になると、世界選手権やヨーロッパ選手権を含む多くの国際大会でも勝利を収めた。また、競技型でないエアショーにも多く出場しており、1800時間にのぼる総飛行時間のうち1000時間は、曲技飛行でつちかったものである。
2014年からレッドブル・エアレース・ワールドシリーズのチャレンジャークラスに参戦し、2シーズン目となる2015年シーズンでは、最終戦で2位に入るなど健闘した。シーズン後に行われたトレーニング・キャンプの結果、2016年からチェコのペトル・コプシュタインと共にマスタークラスに昇格することが発表された。スロベニア出身パイロットがマスタークラスに参戦するのは、ポドランセックが初めてとなる。2016年シーズンで使用するジブコ エッジ540V2は、2015年の途中まで室屋義秀が使用していた機体である。2017年シーズン第2戦・サンディエゴ大会でマスタークラスに昇格してから初めてファイナル4に進出し、2位となった。2017年シーズンを最後に引退することを表明した。

## レッドブル・エアレース戦績
|                      | 金色 | 銀色 | 銅色 | ポイント圏内完走 | ポイント圏外完走 |
| チャレンジャークラス | 1位  | 2位  | 3位  | 4・5位           | 6位以下          |
| マスタークラス       | 1位  | 2位  | 3位  | 4-10位           | 11-14位          |

| 開催年               | 1                    | 2                    | 3                    | 4                    | 5                    | 6                    | 7                    | 8                    | ポイント             | 勝利数               | 最終 順位            |
| チャレンジャークラス | チャレンジャークラス | チャレンジャークラス | チャレンジャークラス | チャレンジャークラス | チャレンジャークラス | チャレンジャークラス | チャレンジャークラス | チャレンジャークラス | チャレンジャークラス | チャレンジャークラス | チャレンジャークラス |
| -------------------- | -------------------- | -------------------- | -------------------- | -------------------- | -------------------- | -------------------- | -------------------- | -------------------- | -------------------- | -------------------- | -------------------- |
| 2014年               | 不参加               | 3位6                 | 5位2                 | 不参加               | 5位2                 | 4位4                 | 不参加               | 不参加               | 12                   | 0                    | 9位                  |
| 2015年               | 不参加               | 6位0                 | 4位4                 | 3位6                 | 4位4                 | 4位4                 | 2位8                 | 2位                  | 18                   | 0                    | 2位                  |
| マスタークラス       |                      |                      |                      |                      |                      |                      |                      |                      |                      |                      |                      |
| 2016年               | 12位0                | 8位3                 | 11位0                | 12位0                | 10位1                | 13位0                | 11位0                | 中止                 | 4                    | 0                    | 13位                 |
| 2017年               | DSQ（14位）0         | 2位12                | 12位0                | DNS（14位）0         | 14位0                | 9位2                 | 13位0                | 14位0                | 14                   | 0                    | 12位                 |